# Dorfkirche Duben

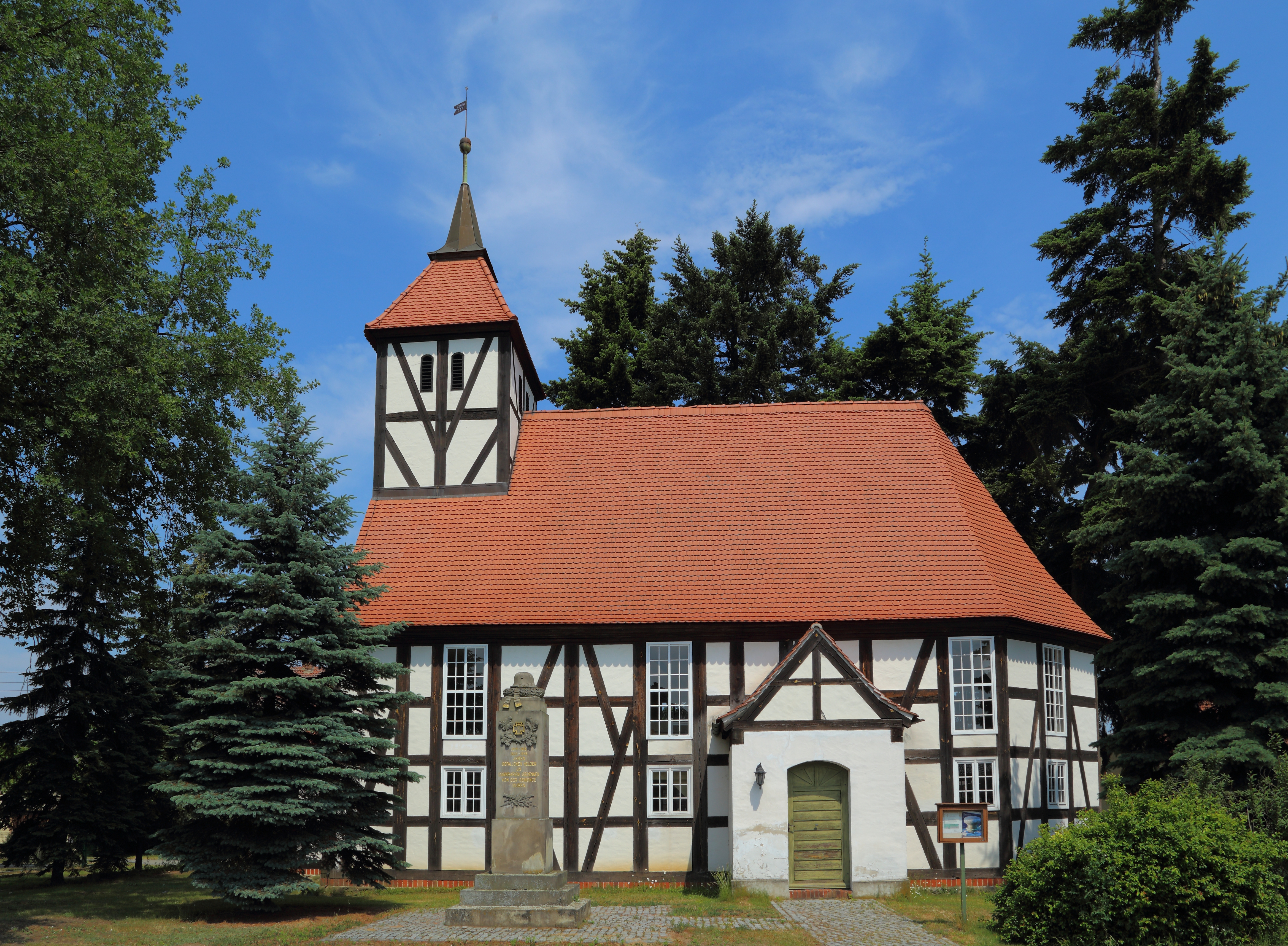
Dorfkirche Duben (2015)

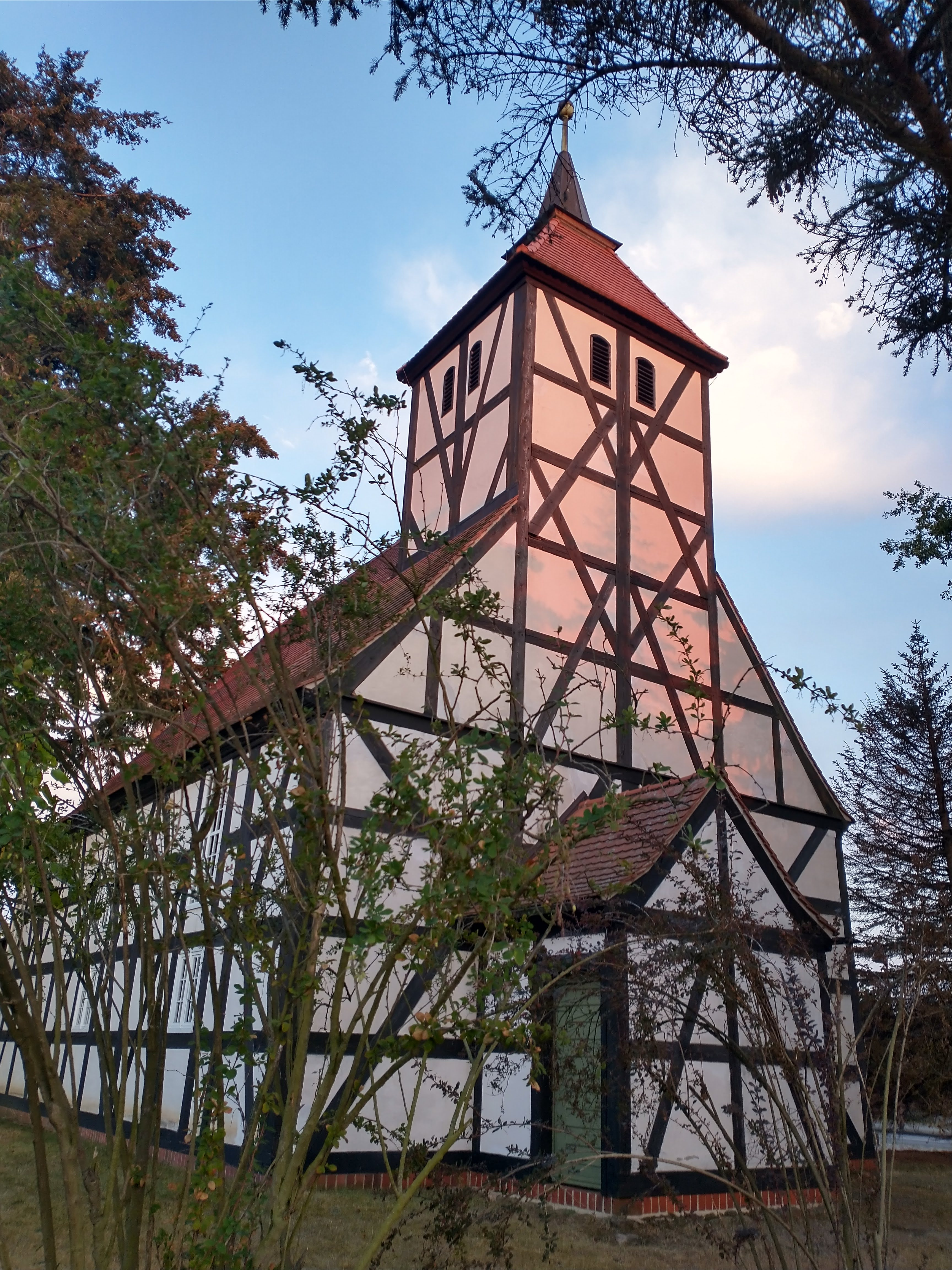
Ansicht von Nordwesten (2022)

Die evangelische Dorfkirche Duben ist ein unter Denkmalschutz stehendes Kirchengebäude in Duben, einem Ortsteil der Stadt Luckau im Landkreis Dahme-Spreewald in Brandenburg. Sie gehört zur Regionalkirchengemeinde Terpt im Kirchenkreis Niederlausitz in der Evangelischen Kirche Berlin-Brandenburg-schlesische Oberlausitz. Aufgrund ihrer Nähe zur Bundesautobahn 13 dient die Dorfkirche Duben auch als Autobahnkirche.
Die Dorfkirche liegt in der Ortsmitte von Duben, direkt an der Bundesstraße 87 (Dubener Hauptstraße) und etwa 300 Meter von der Autobahnabfahrt Duben entfernt. Die Anschrift der Kirche lautet Dubener Hauptstraße 14.

## Architektur und Geschichte
Die Kirche ist eine einfache, für die Region typische Fachwerkkirche mit dreiseitigem Ostschluss. Erbaut wurde sie im späten 17. Jahrhundert, eine Inschrift auf der Kanzeltreppe nennt das Datum „31. Martis 1684“, das Brandenburgische Landesamt für Denkmalpflege und Archäologisches Landesmuseum datiert den Bau auf das Jahr 1686. Eine vorher an gleicher Stelle befindliche Kirche wurde während des Dreißigjährigen Krieges zerstört. Errichtet wurde die Dorfkirche von ortsansässigen Handwerkern mit Baumaterialien aus dem Umland, so stammt das Holz für das Fachwerk aus den Wäldern in der Region, die Mauerziegel für das Gefache stammten aus den Ziegeleien in Duben und Niewitz. Im Jahr 1723 war Duben Tochterkirche von Terpt.
Die Kirche verfügt über zweizonig rechteckige Fenster und einen verbretterten Dachturm. Letzterer wurde erst im Jahr 1795 ergänzt. Westlich des Kirchturms befindet sich ein kleiner Anbau mit einem quadratischen Grundriss sowie einem Fenster zur Süd- und einer Pforte zur Nordseite. Er trägt ein schlichtes Satteldach. An der Südseite des Langhauses ist ein weiterer Anbau, der ebenfalls einen rechteckigen Grundriss aufweist. An der Südseite ist eine Pforte, die als Hauptzugang zum Gebäude dient. Auf dem Westgiebel befindet sich ein verbretterter Dachreiter, ebenfalls aus dem Jahr 1795. In ihrem Inneren hat die Kirche eine schlichte Hufeisenempore aus der Bauzeit mit balusterförmigen Säulen und Sägezahnfries. Im Jahr 1937 kam Duben zum Kirchenkreis Calau.
Nachdem die Kirche, wie viele Baudenkmale in der DDR, bis zur Wende stark vernachlässigt wurde, erfolgte zwischen 1992 und 1997 eine erstmalige Sanierung der Dorfkirche Duben. Die Kosten für die Sanierung wurden teilweise von der Stadt Luckau und teilweise von der rheinland-pfälzischen Partnergemeinde Vallendar zur Verfügung gestellt. Am 21. Dezember 1997 wurde die Kirche als Autobahnkirche geweiht und war damit die erste Autobahnkirche Brandenburgs.

## Ausstattung

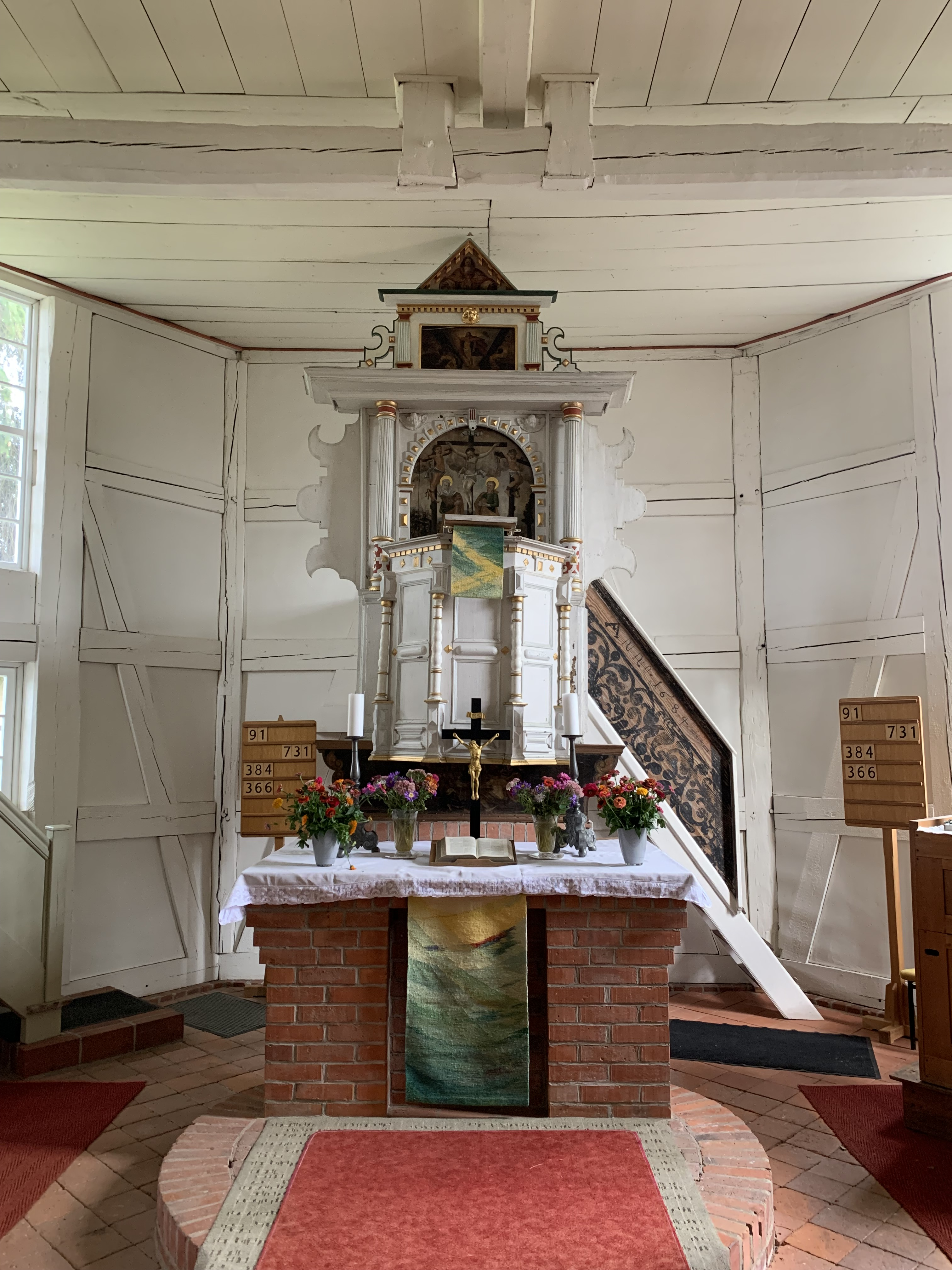
Altar (2021)

Die Dorfkirche Duben verfügt über eine barocke Ausstattung. Der Ädikulaaltar aus dem Jahr 1684 wurde im 18. Jahrhundert durch den Einbau einer Kanzel zu einem Kanzelaltar umgestaltet. Auf der Predella ist das Abendmahl Jesu dargestellt, flankiert von einer Austeilung des Sakraments durch zeitgenössische Prediger. Die Altarbilder stammen ebenfalls aus der Bauzeit und wurden später nachgemalt. Der Bereich unterhalb der Westempore ist abgetrennt und dient als Winterkirche. Zur weiteren Kirchenausstattung gehören ein Harmonium der Firma O. Lindholm sowie eine schlichte Fünte als Holz. Vor dem Südanbau erinnert ein Denkmal an die Gefallenen der Weltkriege.